# Aino (volk)

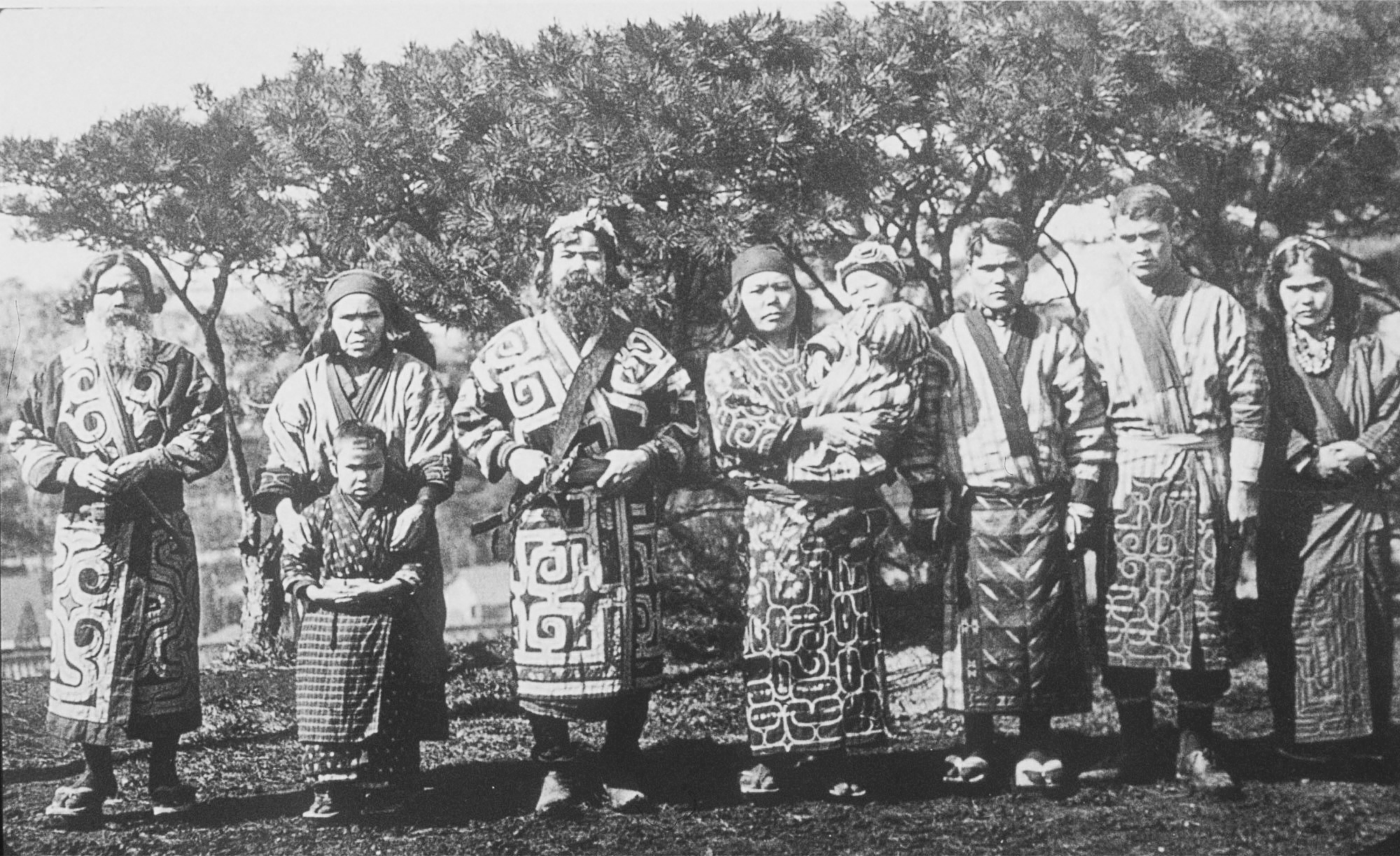
Groep van Aino in 1904

De Aino of Ainoe (アイヌ) is een volk dat woont in Tohoku (Noord-Honshu; 東北地方), Hokkaido (北海道), de Koerilen en Sachalin. Ze noemen zichzelf ook Utari. Het woord ‘ainu’ betekent ‘mens’ en is tegengesteld aan het begrip ‘goden’. De Aino zien dingen die handig zijn voor hen of die buiten hun controle vallen, als ‘kamuy’ (goden). In het dagelijks leven bidden ze tot verschillende goden door middel van diverse rituelen. Hun goden zijn natuurgoden (vuur, water, wind en donder) maar ook dierengoden (zoals beren, wolven), plantengoden (zoals paddenstoelen), objectgoden (zoals boten en potten), beschermgoden, goden van de bergen, en riviergoden.

## Oorsprong
Er zijn in het verleden verschillende theorieën geweest over de oorsprong van de Aino. Deze theorieën omvatten onder andere de Europide theorie, de Mongoloïde theorie, de Oceanische rassentheorie, en de oud-Aziatische theorie.
Onderzoek en bevindingen suggereren dat de Aino oorspronkelijk afkomstig waren uit een Paleolithische Siberische bevolking die naar Japan emigreerde voordat de typische Oost-Aziatische kenmerken werden gevormd (verouderd "Mongools type").
De relatief grootste genetische relatie van de Aino en de prehistorische Jōmon is met de Siberische populaties (zoals de Boerjaten, Selkoepen, Tsjoektsjen, Nivchen, Korjaken) en met de indianen (vooral de Tlingit, Haida en Tsimshian van de noordwestkustcultuur). Hoewel de Aino ook de haplogroep D van Y-DNA hebben die wijdverbreid is in Centraal-Azië, zijn ze niet verwant aan de Tibetanen en Andamanezen. Wetenschappers wijzen erop dat haplogroepen alleen niets kunnen zeggen over familieleden of afkomst.
Volgens Brace et al. hebben de Aino niet alleen antropologische overeenkomsten met Europeanen, maar ook genetische verbindingen die dateren uit de paleolithische en neolithische tijd.
De oorsprong van de Aino wordt op dezelfde manier gezien in het Japanse Journal of Archaeology. Volgens Noriko Seguchi van de universiteit van Kyushu hebben de Aino voorouders uit zowel Siberië als Europa. Seguchi et al. vinden genetische banden met sommige Europese groepen en vermoeden dat verschillende etnische volkeren tijdens de Jōmon-periode naar Japan zijn geëmigreerd, waaronder een groep die verwant is aan de Europeanen van vandaag.
De eigenlijke Japanners (het niet-Ainovolk) zijn een volk dat relatief laat ontstond, met het begin van de Yayoiperiode. De Aino in Hokkaido en de Tohokuregio en het Ryukyuvolk in Okinawa werden hier minder door beïnvloed.
Genetische analyses van HLA I- en HLA II-genen evenals HLA-A-, -B- en -DRB1-genfrequenties verbinden de Aino met sommige inheemse volkeren van Noord- en Zuid-Amerika, met name met populaties aan de Pacifische noordwestkust zoals Tlingit. De wetenschappers suggereren dat de belangrijkste voorouder van de Aino en van sommige Indiaanse groepen terug te voeren is op paleolithische groepen in Zuid-Siberië.

## Archeologie
De oudste nederzettingen in Japan zijn gelokaliseerd in het zuiden en dateren van ongeveer 35.000 voor Christus. De oudste nederzettingen in Hokkaido dateren van rond 18.000 v.Chr.
Rond 18.000 v.Chr. werd een nieuwe techniek om kleine stenen werktuigen te vervaardigen geïntroduceerd in Japan. Dit zorgde ervoor dat men dodelijke en precieze pijlen en wapens kon maken, wat resulteerde in een effectievere jacht.
De ijstijd eindigde en Oost-Azië begon zijn moderne vorm aan te nemen. Verschillende kleine volkeren, elk met hun eigen culturele kenmerken, gingen ideeën en goederen uitwisselen; dat gebeurde ook met Korea en de riviervallei van de Amoer in Rusland.

### Yomonperiode
Of aardewerk in Japan werd uitgevonden of geïntroduceerd werd via handel is onbekend, maar het staat vast dat het de plaatselijke cultuur veranderd heeft. De Jōmonperiode startte met de introductie van aardewerk. Dit aardewerk behoort tot het oudste ter wereld. Ongeveer 80% van de Jōmon-sites zijn gelokaliseerd in het noordelijke deel van Honshu en Hokkaido.
In Hokkaido veranderde het klimaat door het einde van de ijstijd. Sommige dierensoorten stierven uit en werden vervangen door andere soorten. Visvangst werd voor sommige groepen een belangrijke vorm van voedselwinning. Er kwamen nieuwe plantensoorten en een kleinschalige landbouw. Doordat er voldoende voedsel was, werd een nomadisch bestaan overbodig en ontstonden er permanente vestigingsplaatsen.

### Yayoi en Epi-Yomon
Rond ongeveer 300 v.Chr. begon op Honshu de Yayoiperiode. De Yayoicultuur drong het zuiden van Japan binnen via Korea. Het voerde onder andere ijzeren voorwerpen en rijstlandbouw in. Men was aangewezen op landbouw en begon zelf ijzeren voorwerpen te maken. Rond 100 v.Chr. had de Yayoicultuur de Jōmoncultuur volledig verdreven uit Zuid-Honshu.  
De cultuur van de overige Jōmon in Noord-Honshu was ingrijpend veranderd. De Yayoilandbouw werd aan de Jōmonbevolking in Noord-Honshu en Hokkaido aangeleerd. Nieuwe plantensoorten werden geïntroduceerd. Rijstbouw die water en vlakke velden vereiste, werd verworpen, waarschijnlijk omwille van het koude weer in het noorden. Visvangst, jacht, nieuwe gewassen en de oude kleinschalige landbouw voorzagen de inwoners van genoeg voedsel om rijstbouw onnodig te maken. IJzer werd vlug populair en werd gebruikt om onder andere wapens te maken. Handel en vriendschappelijke relaties met volkeren in Noord-Honshu zorgden ervoor dat rijst, verschillende aardewerkstijlen, glas en metaal werden ingevoerd in Hokkaido. Deze veranderingen kondigden het begin van de Epi-Jōmonperiode aan. 

### Satsumon- en Ochotskcultuur
Een nieuwe cultuur deed haar intrede, vanuit de Amoervallei naar Sachalin en de kusten van de zee van Ochotsk. Deze cultuur werd de Ochotskcultuur genoemd. Men bracht bepaalde praktijken van het Aziatische vasteland mee. Varkensboerderijen vulden de zeezoogdierenjacht en de visvangst aan. Door overbevolking staken er velen de zee over en gingen zich vestigen in Noordoost-Hokkaido en de Koerilen. Het Ochotskvolk legde zich vooral toe op visvangst, zeezoogdierenjacht en handel.
Tijdens deze periode kwam de Epi-Jomonbevolking van Noord-Hokkaido sterker onder invloed van de Yamato in het zuiden, en deed de Satsumoncultuur haar intrede. Aardewerkstijlen en productiemethodes van Noord-Honshu tonen deze zuidelijke invloed. Hierbij komt ook dat de leiders van de Japanse staat het Honshuvolk aanspoorden om zich te vestigen op de noordelijke eilanden. Zij brachten nieuwe productiemethodes en nieuwe ideeën mee. De Satsumongemeenschappen verhuisden naar het oosten van Hokkaido, Sachalin en de Koerilen. Langzamerhand werd de Ochotskcultuur door de Satsumoncultuur geassimileerd. 
De Satsumoncultuur zoals die 500 jaar gekend was verdween en maakte plaats voor de Ainocultuur. Volgens sommige theorieën evolueerde de Satsumoncultuur tot de Ainocultuur onder invloed van de Ochotsk omdat de Aino naar die streken werden verbannen door de bakufusuprematie. Handel bleef belangrijk voor de Aino. Ze concurreerden met de samoeraiklasse in Japan en de Chinese militairen van de Amoervallei. Handel bracht nieuwe goederen en rijkdom mee, maar bracht ook gevaren voor de gemeenschap. In de bergen bouwden de Aino structuren rond hun dorpen, waarschijnlijk als bescherming tegen invallen. De geografische afstand creëerde natuurlijke grenzen die de verschillende Ainogemeenschappen verdeelden. Er ontstonden tevens diverse dialecten en cultuurverschillen.

## Historische periode
De Aino beïnvloedde de Esashi en Matsumae in het midden van de 15de eeuw. Later werden de Aino onderdrukt. Om deze onderdrukking tegen te gaan, begonnen de Aino de slag van Kosyamain in 1457, de slag van Syaksyain in 1669 en de slag van Kunasiri-Menasi in 1789. De Aino verloren iedere keer. Na de laatste verloren veldslag kwamen de Aino volledig onder het bewind van Japan terecht. Ze bleven onderdrukt en uitgebuit tot de Meijiperiode. In de Meijiperiode werden de dagelijkse gebruiken van de Aino verboden door de regering, onder het mom van assimilatie. De Aino werden gedwongen zich aan te passen aan de Japanse gebruiken. In 1899 werd de ‘Hokkaido Aborigine Protection Act’ goedgekeurd. De bedoeling was de Aino te helpen aanpassen aan de landbouwcultuur. De wet duidde de Aino aan als ‘vroegere aboriginals’ en verklaarde hierbij dat er een duidelijk verschil was tussen de Aino en de Japanners.
In de late Meijiperiode nam het aantal Japanse kolonies in Hokkaido toe. Op de Ainoconventie in Shizunai (Hokkaido) in 1946 werd de Hokkaido Ainu Association opgericht om vooral hoger onderwijs te voorzien en faciliteiten van sociale welzijn op te richten. In 1961 veranderde de groep zijn naam in de Hokkaido Utari Association. De associatie behandelt problemen met Aino. In 1984 spoorde de associatie de regering aan om ‘the New Ainu Law’ aan te nemen. Deze zou de huidige ‘Hokkaido Aborigine Protection Act’ vervangen. Vervolgens is de associatie ook bezig met verschillende activiteiten die het herleven van de Ainotaal en de bescherming en het behoud van de Ainotraditie promoten. Zo worden er traditionele dansen opgevoerd en verschillende ceremonies gehouden. Aino-taalklassen worden overal in Hokkaido gehouden. Verschillende zelfstandige organisaties zijn opgericht om de traditionele dansen te behouden en om verschillende ceremonies zoals 'iyomante' en 'chip sanke' te houden.
Politieke druk vanuit Rusland dwong de Ainogemeenschappen in Sachalin en de Koerilen om tijdens de jaren 1800 en tijdens de Tweede Wereldoorlog te verhuizen naar Hokkaido. Tegenwoordig wonen er 20.000 tot 60.000 Aino in Japan. Als gevolg van discriminatie hebben veel Aino hun afkomst verzwegen, dus ligt het werkelijke aantal waarschijnlijk hoger. Sommige Aino kennen hun eigen afkomst niet, omdat hun ouders die altijd voor hen hebben verzwegen. Bij de Russische volkstelling van 2010 was het niet mogelijk om als etniciteit "Aino" in te vullen. Ongeveer 200 mensen gaven zelf aan van Aino-afkomst te zijn.

## Religie
De Aino geloven dat goden of hun incarnaties kunnen worden gezien in elk verschijnsel en ding. Dit gaat van natuurverschijnselen tot de zon. Bij elke gebeurtenis wordt er gebeden en worden verschillende ceremonies gehouden. Ze hebben bijvoorbeeld een god van vuur, een god van ramen en een god van het hart. Verschillende goden beschermen de mensen en geven hen voedsel. De goden zijn geen absolute wezens. De mens kan met hen in discussie gaan. Goden zijn er om de mens te helpen en daarom waardeert de mens ze. Van de mens wordt ook verwacht dat hij de goden dient. De mens en god leven samen in een relatie van wederzijdse hulp.
Er zijn goden die zich verkleden als mensen. Ze leiden gelijkaardige levens in de 'kamuy moshir' (oostelijke hemel). Ze beschermen de mensen en sturen voedsel zoals zalm naar de 'Ainu moshir' (het thuisland). Er zijn goden die zich verkleden als dieren. De Aino offeren wijn en gedroogde zalm aan de goden om ze gunstig te stemmen. Er zijn slechte goden of kwaadaardige goddelijke schepsels die ziektes veroorzaken. Een voorbeeld is de 'pakorkamuy', de god van de pokken. Hij is zodanig gevreesd dat er ceremonies worden gehouden om hem af te schrikken.

### Terugzenden van de geesten
Bij de ceremonie voor het terugzenden van de geesten, moeten de goden die zich verkleed hadden als dieren, planten en objecten in de mensenwereld (om voedsel en andere nodige dingen te leveren) terug naar hun eigen wereld. Er bestaan verschillende varianten op die ceremonie: 'iyomante', 'hopunire' en 'iwakte'. 'Iyomante' is de belangrijkste variant. Deze variant wordt gehouden tussen januari en februari, wanneer de meeste sneeuw valt, en stuurt de geesten van berenwelpen terug. Het gaat om een of twee beren, die tijdens hun winterslaap werden gevangen.
De 'Iwakte' is een ceremonie om de geesten van versleten dagelijkse voorwerpen of feest-gerelateerde dingen die niet meer bruikbaar zijn, terug te sturen.

### Heilige dansen
De Aino geloofden dat een vredig en harmonieus leven werd gegarandeerd door de goden. Daarom vereerden de Aino de goden met verschillende dansen en festivals. Hiermee dwongen ze een veilig leven voor de families af. De dansen waren een manier om gevoelens zoals vreugde en verdriet met de goden te delen. Hierdoor hadden ze een belangrijke rol in het dagelijks leven van de Aino.
Het ritueel bestond vaak uit een basisdans begeleid met een lied zoals 'upopo' (gezongen door zittende zangers) en 'rimse' (gezongen door dansende leden). De meeste dansen werden in groep uitgevoerd. Vrouwen zaten in een cirkel en zongen op het ritme van de 'shintoko' (hokai). Het is een inleiding op verschillende dansen die horen bij gelukkige gelegenheden.
'Rimse', wat oorspronkelijk 'een heel luid geluid maken' betekent, verwijst naar een dans en een lied afgeleid van een dansparade. Als er iets onheilspellends of noodlottigs was gebeurd zwaaiden de dorpelingen met hun zwaarden terwijl ze met hun voeten op de grond stampten om de boze geesten af te schrikken.

### Mythes
De yukar (ユーカラ, Yukara) zijn de mythes van de Aino. Ze werden mondeling overgeleverd. De traditionele verhalen beschrijven een universum met drijvende werelden: Ainu Mosir. Dit is het land van de mensen. Hiertegenover staat het land van de goden: Kamuy Mosir. Dit alles rust op de rug van een vis door wiens bewegingen aardbevingen ontstaan. Kyosuke Kindaichi is een belangrijke vertaler van yukarverhalen.
In 1999 zette een multiculturele groep vertalers het project 'U-e-peker' op om Ainolegendes te vertalen naar het Engels. Ze hebben twee boeken uitgegeven: The Ainu: a story of Japan's Original People (Truttle 2004) en The Ainu and the Fox (RIC Publications 2006). Er wordt gewerkt aan andere publicaties.

## Muzikale traditie
De Aino hadden een eigen muzikale traditie met verscheidene inheemse instrumenten die gebruikt werden ter ondersteuning van liederen zoals de 'yukar', epische gedichten die op ritmische wijze gebracht werden, en 'upopo', liederen over dagelijkse zaken die op polyfonische wijze gezongen werden.
Door de verplichte assimilatie met de rest van Japan kwamen deze tradities in verval en zijn voorstellingen van deze liedervormen en tradities tegenwoordig beperkt tot de verscheidene Aino musea op het noordelijke eiland Hokkaido. Wel worden twee Aino instrumenten, de 'mukkuri' (een idiofoon instrument sterk vergelijkbaar met de mondharp) en de 'tonkori' (een fretloos snaarinstrument), vandaag in Japan nog actief bespeeld.
De bekendste muzikanten die van deze instrumenten gebruik maken zijn filmcomponist Akira Ifukube (伊福部昭), en Oki Kano (加納沖), een Japanse multi-instrumentalist met Aino-roots die traditionele Ainomuziek fuseert met andere stijlen van wereldmuziek.

## Huwelijk
De Aino hadden verschillende types van huwelijk. Men kon een kind uithuwelijken door een overeenkomst tussen de ouders of door een koppelaarster te sluiten.
Wanneer de verloofden de huwelijksleeftijd bereikten, kregen ze te horen wie hun verloofde was. Er waren ook huwelijken gebaseerd op wederzijdse toestemming. Soms ging de dochter in een aparte kamer wonen, vanaf het moment dat ze de huwbare leeftijd bereikte. De kamer wordt 'tunpu' genoemd. De ouders kozen dan een man uit de mensen die haar kwamen bezoeken. Dit gebruik is streekgebonden.
Als een man een vrouw ten huwelijk vraagt, gaat hij naar haar huis. Daar eet hij de helft van een kom rijst die door haar aan hem gegeven wordt. Als de vrouw de andere helft opeet dan aanvaardt ze zijn voorstel. Als men zich verlooft of men zich bewust is van de uithuwelijking, dan wisselt men geschenken uit. De man stuurt de vrouw een klein gegraveerd mes, een werkdoos, een spoel en andere cadeaus. Zij zendt hem dan handgemaakte kleren en juwelen voor de rug van de hand. Ook 'yomeiri'-huwelijken werden vroeger vaak voltrokken. Hierbij verhuist de bruid met haar hele hebben en houden naar het huis van de bruidegom.

## Opvoeding
Afgedragen kledij werd gebruikt voor babykleren. De zacht geworden stof was goed voor de baby en het schrikte demonen en de goden van ziekte af. De baby's kregen tijdelijke namen tot de leeftijd van twee à drie jaar. Daarna kregen ze permanente namen naargelang hun gedrag en de wensen van de ouders. De kinderen kregen nooit dezelfde naam als die van iemand anders. Aino werden als volwassenen beschouwd op de leeftijd van 15 à 16 jaar. Ieder kreeg kleren en kapsel kenmerkend voor een volwassen man of vrouw.
Wanneer de vrouwen de leeftijd van 12 à 13 jaar bereikten werden hun lippen, handen en armen getatoeëerd.

## Huisvesting
Een dorp wordt 'kotan' genoemd in de Ainotaal. Ze waren gelokaliseerd bij rivieren en aan de zee. Er was een patriarchaat: het bestond uit ongeveer vier à zeven families (slechts zelden waren er meer dan tien).
In de vroege moderne tijd werden de Aino door Japan gedwongen om te werken op de visgronden van de Japanse regering. Als deze visgronden verhuisden, dan verhuisden de Aino mee. Hierdoor ontstonden grote dorpen rond visgronden.
De huizen waren gemaakt van onder andere grassen en boomschors. De huizen werden gebouwd van oost naar west of parallel met de rivier. Ze waren ongeveer zeven op vijf meter groot. De ingang van het huis lag westelijk. Elk huis had drie ramen. Een van de ramen, de 'rorun-puyar', was gelokaliseerd tegenover de ingang. Dit raam dient als poort voor de goden. Men gaf ook ceremoniële voorwerpen door via dit raam. De Aino zien dit raam als heilig en kijken er nooit doorheen. Elk huis had een haard vlak bij de ingang. De man en vrouw zaten aan de linkerkant (genaamd shiso) en de kinderen en gasten aan de rechterkant, tegenover hen (harkiso). Achter de shiso is er een iyoykir, een platform waar men waardevolle voorwerpen zoals shintoko en ikayop kon plaatsen.
De buitengebouwen bestonden uit badkamers voor mannen, genaamd ashinru, en voor vrouwen, genaamd menokoru. Ook een pu of opslaghuis hoorde hierbij, net als de heper set, een kooi voor een jonge beer, en droogrekken voor vis en wilde planten. Een altaar (nusasan) bevond zich aan de oostzijde van het huis (rorunpuyar). De Aino hielden er onder andere de iyomante-ceremonie, zie supra.

## Voeding

### Opslag
Het meeste voedsel werd opgeslagen in opslaghuizen genaamd 'pu'. Het meeste voedsel werd verkregen door visvangst, jacht, het verzamelen van wilde groenten, landbouw en andere activiteiten zoals handel.
Vlees van beren en herten werd eerst gekookt, daarna gedroogd in de zon en vervolgens verder gedroogd en gerookt op rekken boven de haard in de huizen. Het gerookte vlees werd dan ingepakt en in bundels gelegd in het opslaghuis.
De opslag van vissen varieerde van soort tot soort. Zalm werd onthoofd en gehalveerd langs de graat. Daarna gerookt zoals het vlees om vervolgens ook in het opslaghuis te belanden. Forel werd gegrild en daarna gedroogd.
Wilde planten en landbouwgewassen werden gedroogd in de zon of eerst gekookt om daarna gedroogd te worden om vervolgens te worden opgeslagen.

### Gerechten
Het gedroogde vlees en de gedroogde vis werden gekookt om soep te maken. De Aino aten zelden rauw vlees. Ze aten wel in schijfjes de organen van beren en herten. Ze aten ook gegrilde vis. Bevroren zalm aten ze dan in de winter. De Aino aten alleen gekookte groenten. Ze aten vis of vleessoep met bladeren, wortels en groene planten. Wilde planten werden ook verwerkt in pap of rijst.
Een belangrijk gerecht was soep die ze 'ohaw' of 'rur' noemden. Er waren verschillende soorten naargelang de ingrediënten: 'kam ohaw' was vleessoep, 'pukusa ohaw' was looksoep... Een ander gerecht was 'sayo'. Het was een pap van granen. Buiten deze gerechten aten ze ook gekookte wilde planten en groenten (ratashkep) en ceremoniële gerechten van gekookt graan.
De maaltijden werden op smaak gebracht met vlees of visvet, zout en kruiden. Sojabonenpasta of sojasaus werden niet gebruikt.

## Discriminatie van de Aino

### Geschiedenis
Op het einde van de 12de eeuw verschenen de Aino op het toneel in de geschiedenis van Japan. Sindsdien hebben de Aino handel gedreven met het Japanse volk. Tijdens de Meijiperiode (1868-1912) dwong de Japanse regering de Aino zich aan te passen aan de Japanse samenleving. De Japanse regering stelde een onderwijsgedragslijn op voor de Aino kinderen. Ze stichtte aparte scholen voor alleen Aino kinderen. Aino werden verboden de Aino taal te spreken op school. De Japanse leerkrachten spoorden de kinderen aan om tegen hun ouders thuis Japans te praten. De Japanse regering dwong de Aino hun naam te veranderen in een Japanse naam. De Aino hadden beperkte carrièrekansen door hun slechtlopende economie en lager onderwijsniveau.
Als gevolg heeft de Japanse regering de verwaarlozing van de Aino taal en cultuur mogelijk gemaakt. De Aino werden gestigmatiseerd als tweederangs burgers door de Japanners en ze kregen het stereotype van primitief oorspronkelijk volk van Hokkaido.
De Meiji-regering stelde in 1889 de 'Wet betreffende de Inheemse volkeren op Hokkaido' op om de Aino een beperkt aantal landerijen te geven voor landbouw. Tegelijkertijd dwong deze wet de Aino om hun geboorteland op te geven. Sommigen moesten verhuizen naar verlaten plaatsen omdat hun land opgeëist werd voor sociale en economische doeleinden. Daarnaast verbood deze wet de Aino zalm te vangen, op herten en beren te jagen.

### Maatregelen
In 1930 richtten de Aino hun eigen vereniging op, die 'de Hokkaido Aino Associatie' werd gedoopt. Deze associatie poogt de levensomstandigheden van de Aino te verbeteren. Ze organiseert sociale acties om respect af te dwingen voor de waardigheid van de Aino en om hun sociale conditie te verbeteren door de visie op de Aino te veranderen.
De Aino in Nibutani (Hokkaido) hebben zich verzet tegen de bouw van een nieuw waterreservoir in hun woongebied en hebben de plannen kunnen tegenhouden.
De Hokkaido Aino Associatie heeft haar naam inmiddels veranderd in de Hokkaido Utari Associatie.
In 1984 begon de HAA ernaar te streven om de 'Wet betreffende de Inheemse volkeren op Hokkaido' af te schaffen en de ‘Nieuwe Aino Wet’, die hun mensenrechten promoot en sociale rechtvaardigheid eist, aan te nemen.
Ze waren succesvol: in 1991 erkende de Japanse regering de Aino officieel als een autochtoon etnische minderheid in Japan. In 1997 accepteerde het Japans Parlement de nieuwe wet en deze wet trad in werking in 1998.

#### De Nieuwe Aino Wet
De zes belangrijkste punten van deze wet:
1. Bescherming tegen elke vorm van discriminatie tegen een etnische minderheid.
2. Het recht op politieke participatie zowel lokaal als centraal.
3. De veiligstelling van de kans om de Aino-taal te leren en deel te nemen aan culturele Aino-activiteiten.
4. De verbetering van de levensvoorwaarden van de Aino door hen te helpen onafhankelijk te worden, zowel op sociaal als op economisch vlak.
5. Subsidies geven om hun zelfstandigheid te verbeteren.
6. De sociale noden van de Aino op politiek vlak, zowel lokaal als nationaal, duidelijk maken. Een delegatie van Aino zenden in de lokale en centrale politiek om het standpunt van de Aino te verdedigen.

#### FRPAC
FRPAC werd gesticht naar aanleiding van de intrede van de nieuwe Aino wet. De letters staan voor Foundation for Research and Promotion of the Ainu Culture.